# Teafuaniua
Teafuaniua ist ein kleines Motu im nördlichen Riffsaum des Atolls Nukufetau im Inselstaat Tuvalu.

## Geographie
Teafuaniua  schließt sich unmittelbar an Niuatui im geschlossenen Nordsaum des Atolls an. Nach Nordwesten schließt sich die Insel Motulua an.